# Anne Mette Larsen
Anne Mette Larsen (...) è una modella danese, vincitrice del titolo di Miss Europa 1981.
La finale del concorso di Miss Europa si tenne il 9 giugno 1981 a Birmingham nel Regno Unito e vide trionfare la Larsen su ventuno concorrenti.